# روبرت كورنثويت
روبرت كورنثويت (هانغل: 로버트 콘스웨이트) (بالإنجليزية: Robert Cornthwaite)‏ ، من مواليد 24 أكتوبر 1985 في بلاكبيرن في إنجلترا ، لاعب كرة قدم أسترالي.
يلعب مع نادي أديليد يونايتد.

## روابط خارجية
- روبرت كورنثويت على موقع الاتحاد الدولي (مؤرشف)  (الإنجليزية)
- روبرت كورنثويت على موقع دوري كوريا الجنوبية (الإنجليزية)
- روبرت كورنثويت على موقع قاعدة بيانات كرة القدم.إي يو (الإنجليزية)
- روبرت كورنثويت على موقع ناشيونال فوتبول تيمز (الإنجليزية)